# Cattedrale di Aleksandr Nevskij (Sofia)

La cattedrale in inverno.

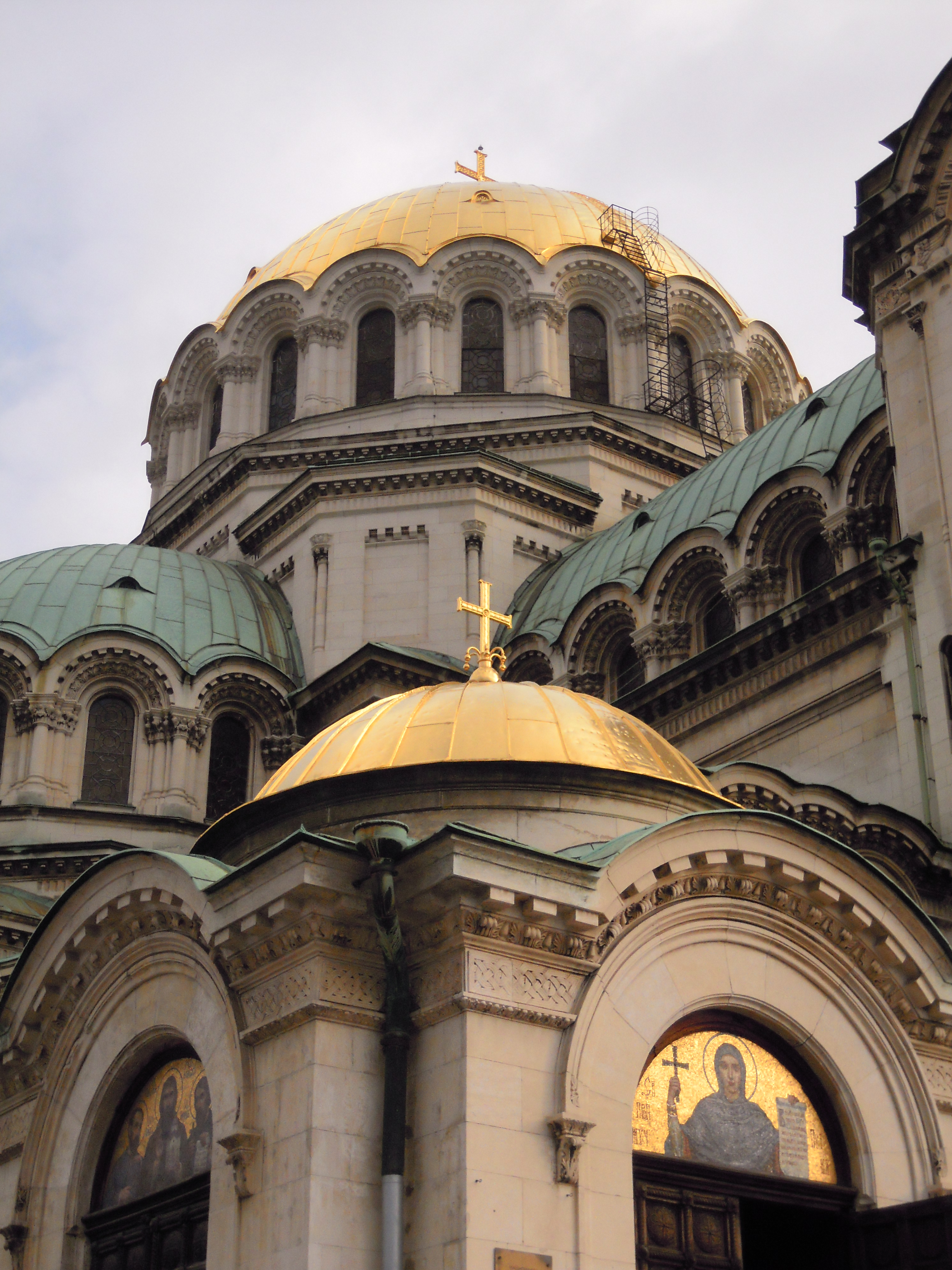
Particolare della Cattedrale

La cattedrale di Aleksandr Nevskij (in lingua bulgara Храм-паметник Свети Александър Невски, Hram-pametnik Sveti Aleksandăr Nevski) è una cattedrale ortodossa della Bulgaria, nella capitale della nazione, Sofia. Costruita in stile neo-bizantino, la cattedrale è la più grande di Sofia e la seconda più grande dell'intera penisola balcanica, preceduta soltanto dal Tempio di San Sava di Belgrado.
La cattedrale di Aleksandr Nevskij è alta 45 metri; col campanile, che contiene 12 campane, misura 50,52 metri. La cattedrale occupa un'area di 3170 m² e può contenere al suo interno più di 5.000 persone. L'interno della cattedrale è in stile italiano, decorato con alabastro e molti altri materiali pregiati.

## Storia
La prima pietra dell'edificio venne posata nel 1882 (anche se i progetti finirono nel 1880) tuttavia i lavori s'interruppero improvvisamente. La dedica al principe russo Aleksandr Nevskij era dovuta al fatto che la cattedrale era stata eretta per commemorare la morte di 200.000 soldati russi caduti nel corso della guerra russo turca del 1877-78 al termine della quale la Bulgaria aveva ottenuto l'indipendenza.
I lavori ripresero poi nel 1904 e terminarono nel 1912. La cattedrale fu progettata dall'architetto russo Aleksandr Pomerancev (in russo: Александр Померанцев), con l'aiuto di Aleksandr Smirnov (in russo: Александр Cмирнов) e Aleksandr Jakovlev (in russo: Александр Яковлев), che iniziarono col progetto base del 1884-1885 di Ivan Bogomolov (in russo: Иван Богомолов). Il disegno fu finito nel 1898 e a costruire e a dipingere la chiesa furono famosi scultori, pittori e artisti provenienti da tutta l'Europa.
Nel corso della prima guerra mondiale, nella quale il Regno di Bulgaria aveva dichiarato guerra alla Russia, la chiesa venne intitolata ai Santi Cirillo e Metodio. L'intitolazione originale verrà ripresa nel 1920.

## Cripta
La cripta della cattedrale, originariamente progettata per accogliere le tombe dei sovrani bulgari è riservata a un museo di icone provenienti da tutta la Bulgaria, e fa parte della Galleria nazionale. Quest'ultima è la prima in Europa per grandezza che contenga icone bulgare.